# Halle Tony-Garnier
Halle Tony-Garnier — концертный зал в Лионе, Франция. Он был спроектирован Тони Гарнье в 1905 году. Первоначально это был крытый рынок, здание было реконструировано в 1987 году и открыто как концертныйзал в 1988 году. Благодаря вместимости около 17 000 человек, это третье по величине место во Франции после Аккорхотелс Арена и Paris La Défense Arena.

## История

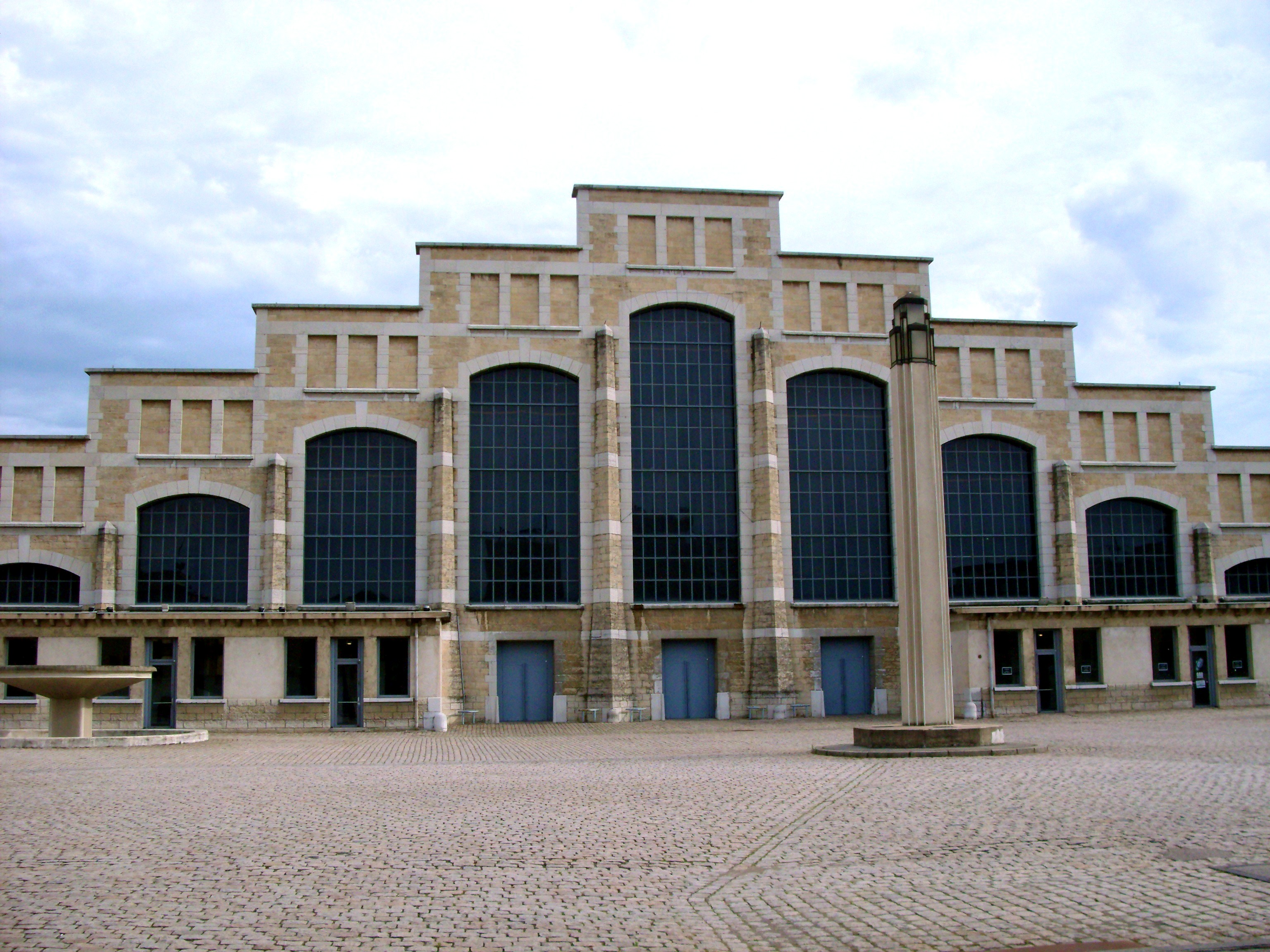
Передний фасад

Здание открылось в 1908 году как скотный рынок, известная как «La Mouche». Во время Первой мировой войны здание использовалось в качестве арсенала до 1928 года, когда оно вернулось на скотный рынок, который был закрыт в 1967 году. 16 мая 1975 года здание было признано памятником истории. В 1987 году город Лион нанял Reichen & Robert и HTVS, чтобы переоборудовать рынок в современный концертный зал. Зал открылся в конце января 1988 года.

## Мероприятия
Мероприятия: Махана (туризм).
Концерты: a-ha, Arcade Fire, AC/DC, Aerosmith, Another Level, Ариана Гранде, Ализе, Шарль Азнавур, Бейонсе, The Blackout, The Bravery, Биффи Клиро, Coldplay, Фил Коллинз, The Corrs, The Cranberries, Deep Purple, Depeche Mode, Селин Дион, Dire Straits, Боб Дилан, Fad Gadget, Милен Фармер, The Fatima Mansions, Garbage, Genesis, The Gossip, Green Day, Guns N 'Roses, Джанет Джексон, Keane, Алиша Киз, Марк Нопфлер, Ленни Кравитц, Леди Гага, Аврил Лавин, Les Enfoirés, Limp Bizkit, Lorie, Мэрилин Мэнсон, Massive Attack, Брайан Мэй, Пол Маккартни, Металлика, Джордж Майкл, Кайли Миноуг, Моторхед, Muse, Nightwish, Noisettes, Oberkampf, The Offspring, Page & Plant, Шон Пол, Лора Паусини, Кэти Перри, Пинк, Плацебо, Red Hot Chili Peppers, Лайонел Ричи, Рианна, Мишель Сарду, Scorpions, Semi Precious Weapons, Шакира, Soulsavers, Бритни Спирс, Spice Girls, Sting, Superbus, System of a Down, Джастин Тимберлейк, Tokio Hotel, Tool, Тина Тернер, U2, Ашер, Vitaa, Робби Уильямс, Джеймс Блант, Zazie, ZZ Top, Laura Pausini, Within Temptation, Imagine Dragons, Ариана Гранде и Крис Браун. Soy Luna Live
Спектакли: «Праздник на льду», «Речной танец», «Le Roi Soleil», «Les Restos du coeur» (à plusieurs reprises), «Джонни Хэллидэй» и «Король-солнце»

## Доступность
Этот сайт обслуживается станцией метро: Debourg.
Автобусные линии C7 — C22 — 60
Станции Vélo’v:
Avenue Tony Garnier/Voie nouvelle (Halle Tony-Garnier) — Place de l'École/rue de St-Cloud.